# Pterostyrax corymbosus
Espèce
Classification phylogénétique
Pterostyrax corymbosus est une espèce de plantes à fleurs de la famille des Styracacées. C'est un arbre à feuilles caduques originaire de Chine et du Japon qui fleurit en mai-juin.
Nom chinois : 小叶白辛树
(Synonyme : Halesia corymbosa (Siebold & Zucc.) G. Nicholson)

## Description
Il s'agit d'un petit arbre à feuilles caduques pouvant atteindre 15 m de haut dans son environnement naturel et jusqu'à 5 m de haut lorsqu'il est cultivé en Europe occidentale.
Les feuilles, vert clair, sont alternes, simples et ovales de 6 à 14 cm de long sur 4 à 8 de large, assez densément velues à l'état jeune, au bord du limbe en très petites dents de scie. Le pétiole est long de 1 à 2 cm, densément pubescent en poils étoilés.
Les fleurs, hermaphrodites, sont blanches, paniculées, en grappe pendante d'une dizaine de centimètres. Chaque fleur, d'un centimètre de long, au calice campanulé aux lobes oblongs terminés en pointe effilée, porte 10 étamines, 5 petites et 5 plus longues que la corolle.
Le fruit est une drupe obovoïde de 1,2 à 2,2 cm de long, à 5 nervures et densément velue gris-jaune et terminée par un rostre conique de 2 à 4 mm.
Les feuilles prennent une coloration automnale jaune assez éclatante.

## Répartition, habitat
Cet arbre est originaire de chine (Fujian, Guangdong, Hunan, Jiangsu, Jiangxi, Zhejiang) et du Japon.
Son habitat d'origine est forestier, en sols assez humides entre 400 et 1600 m d'altitude.

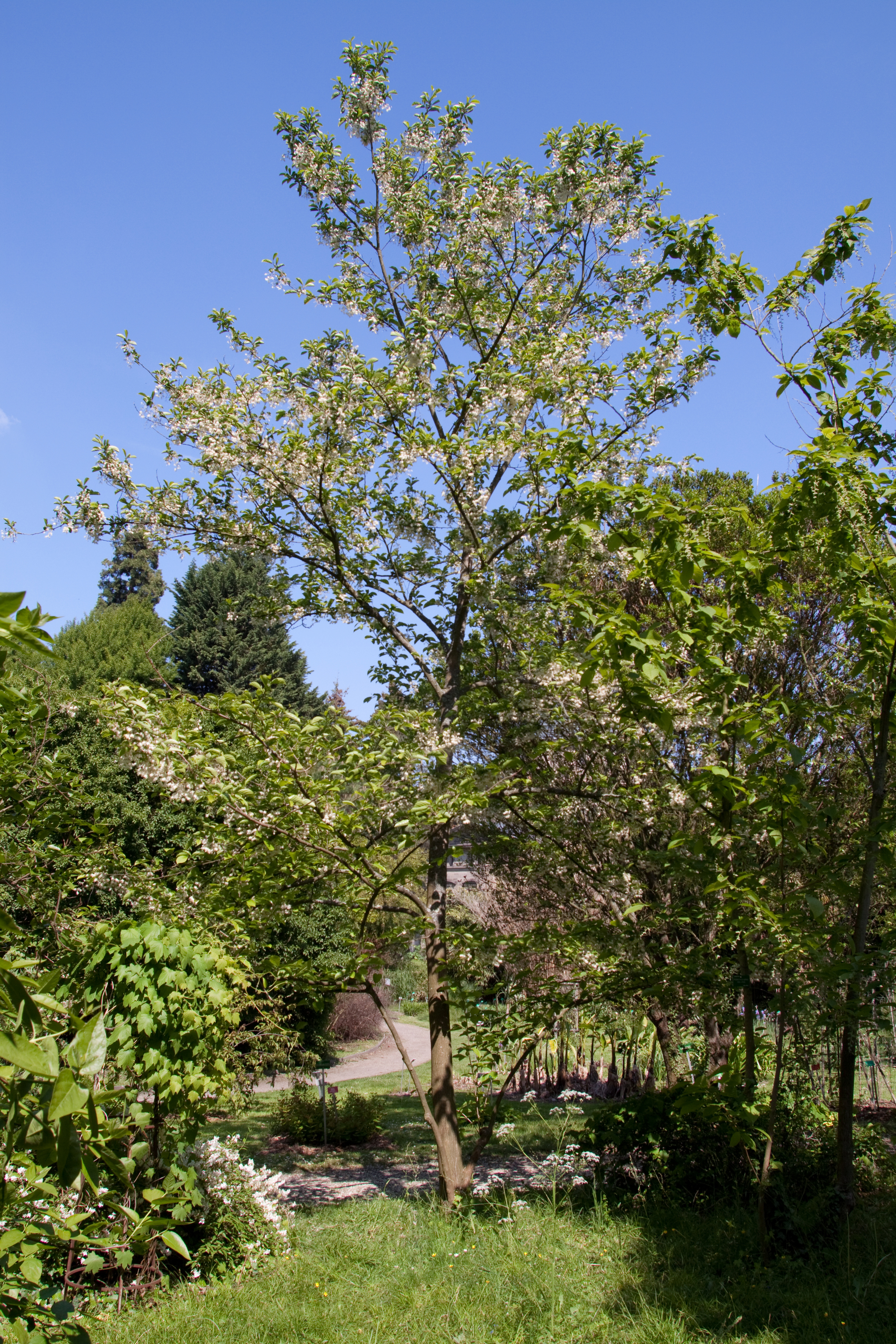
Arbre en floraison.
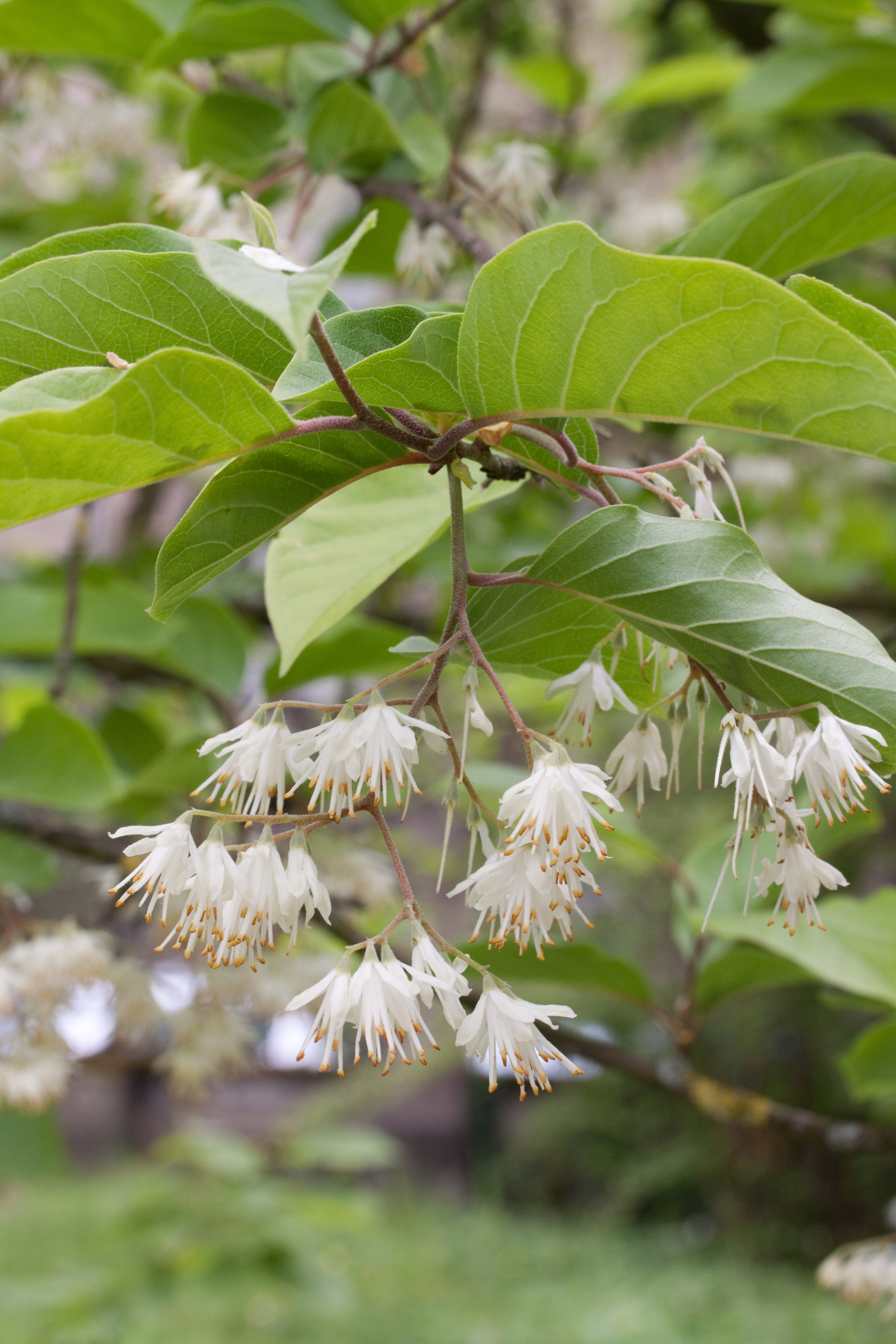
Fleurs.
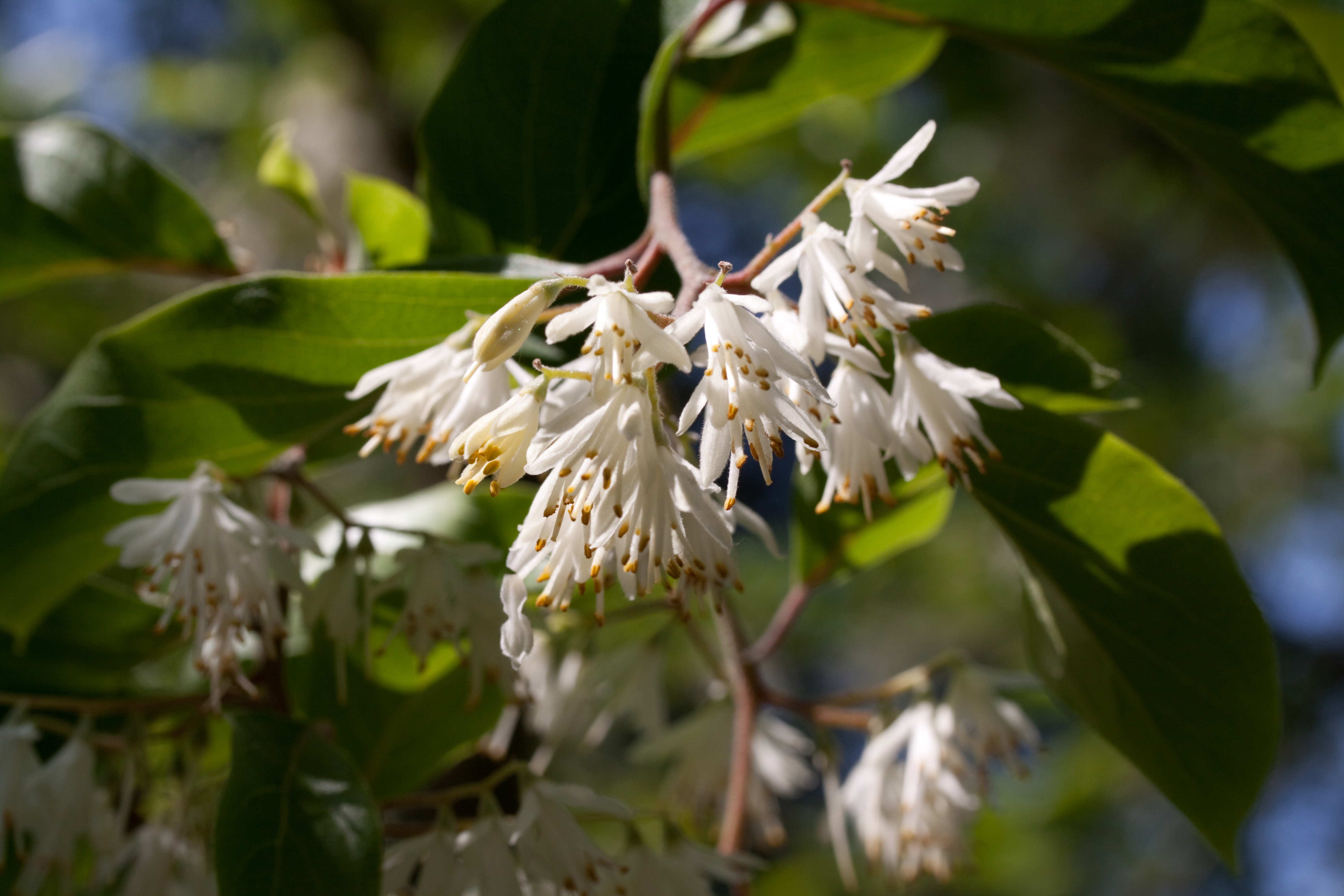
Fleurs.
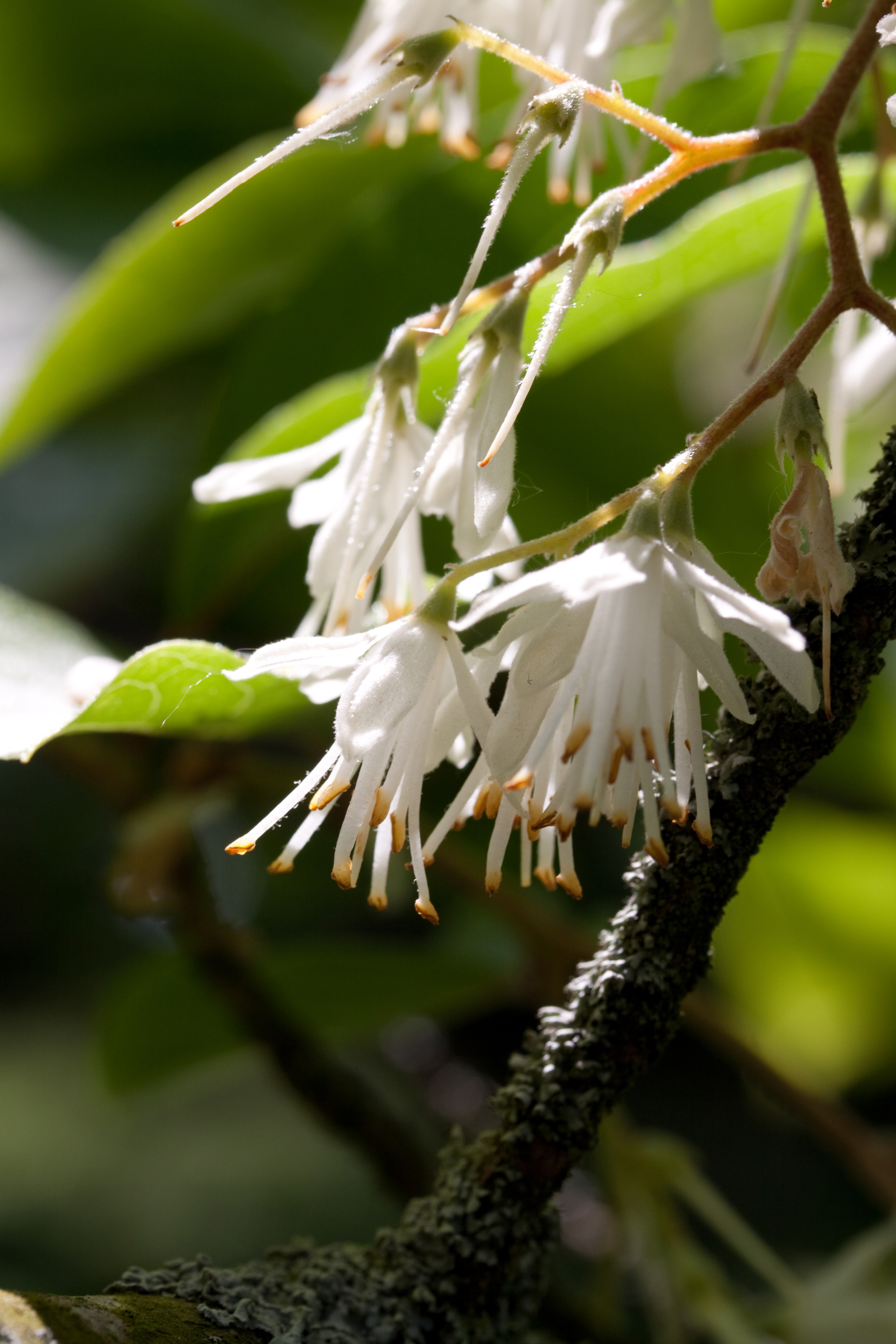
Fleurs.
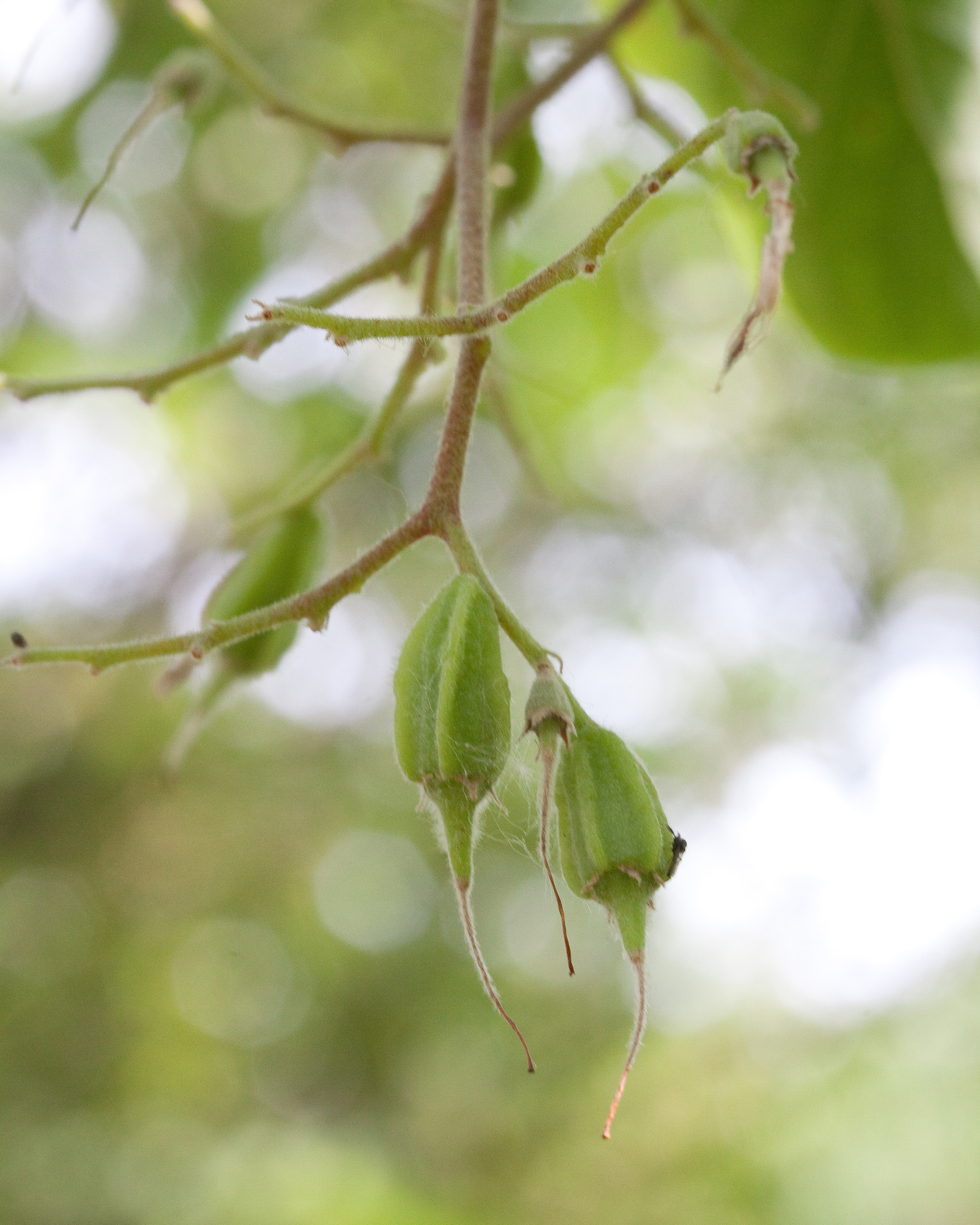
Jeunes fruits.
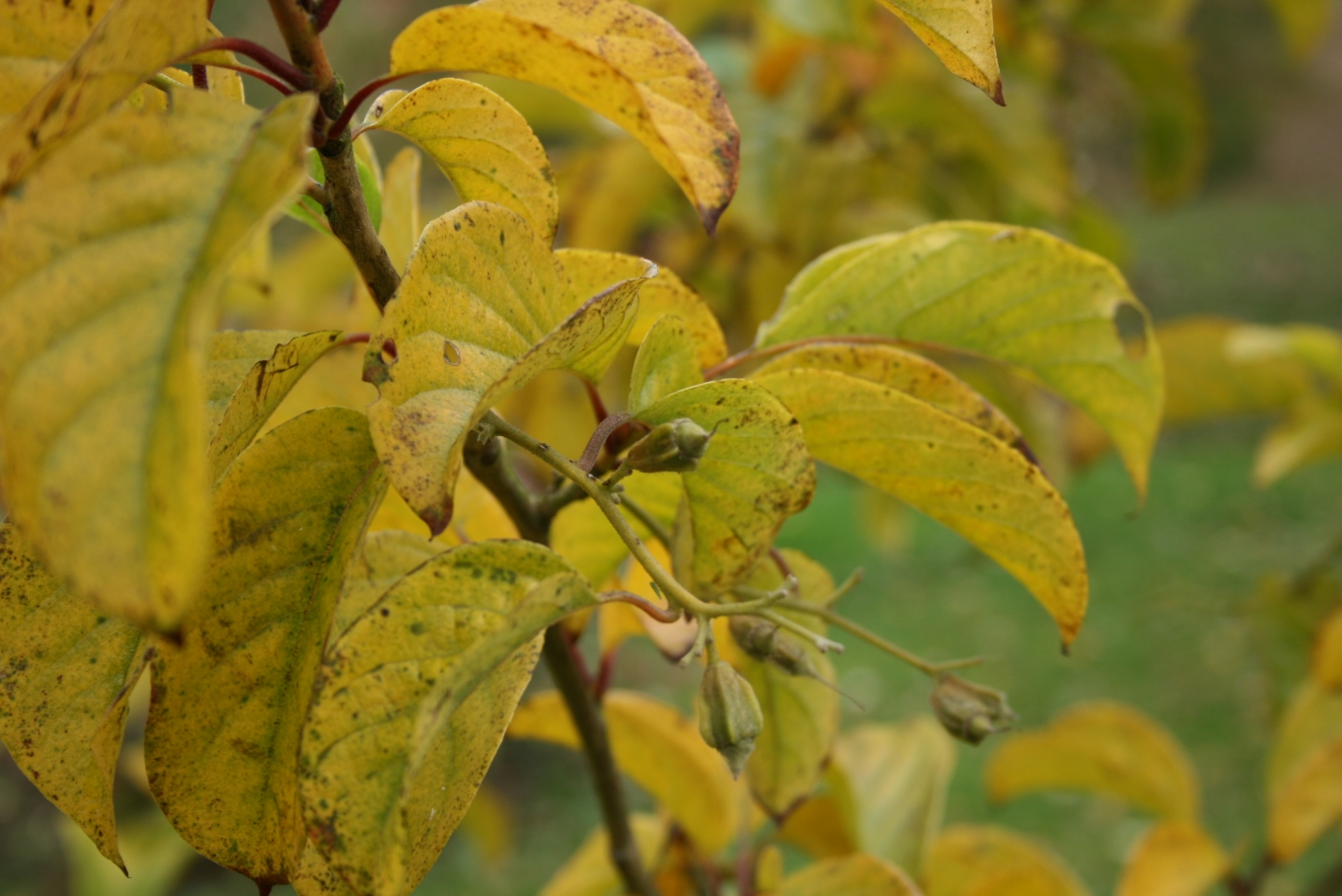
Fruits.
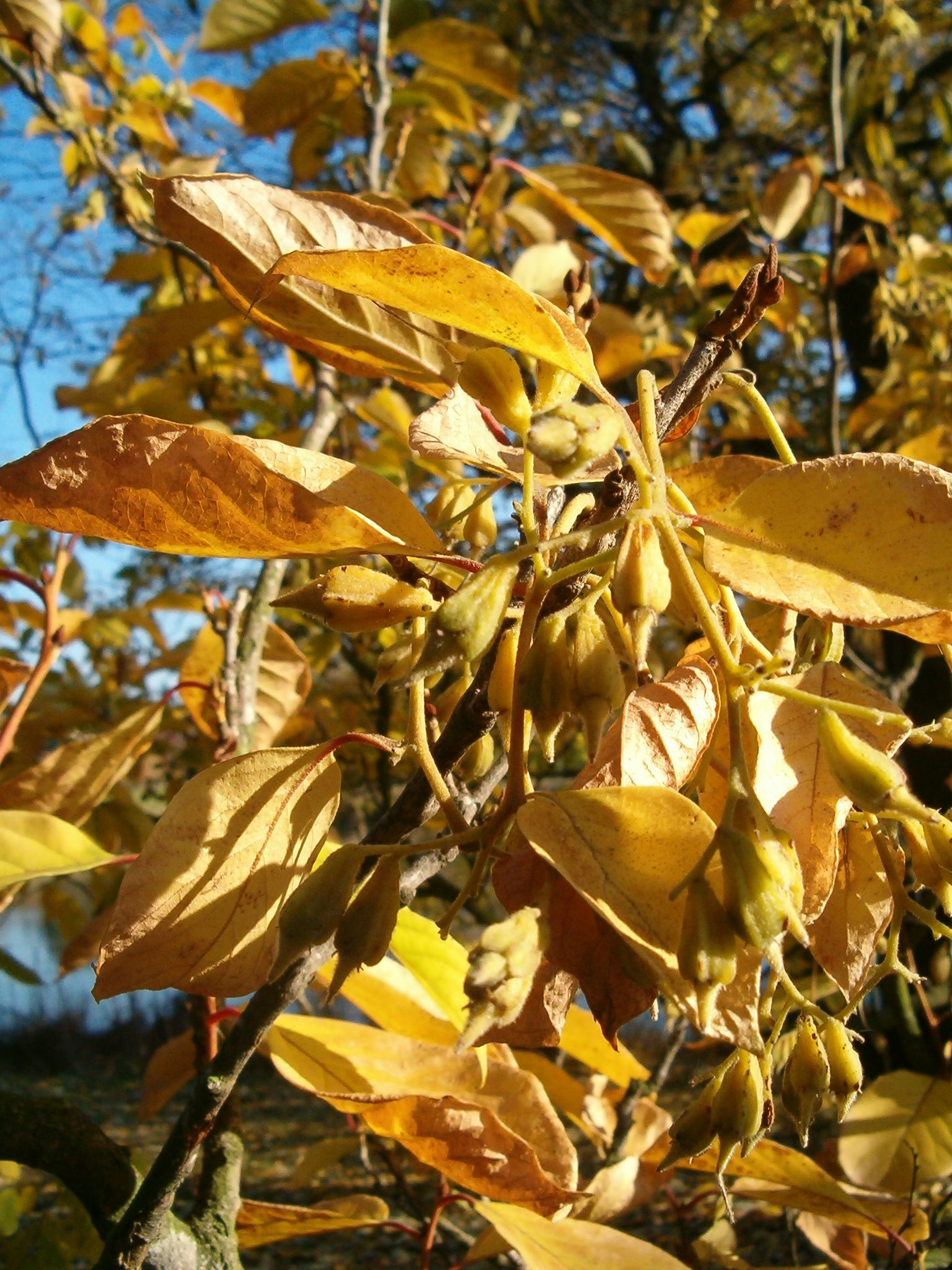
Fruits.
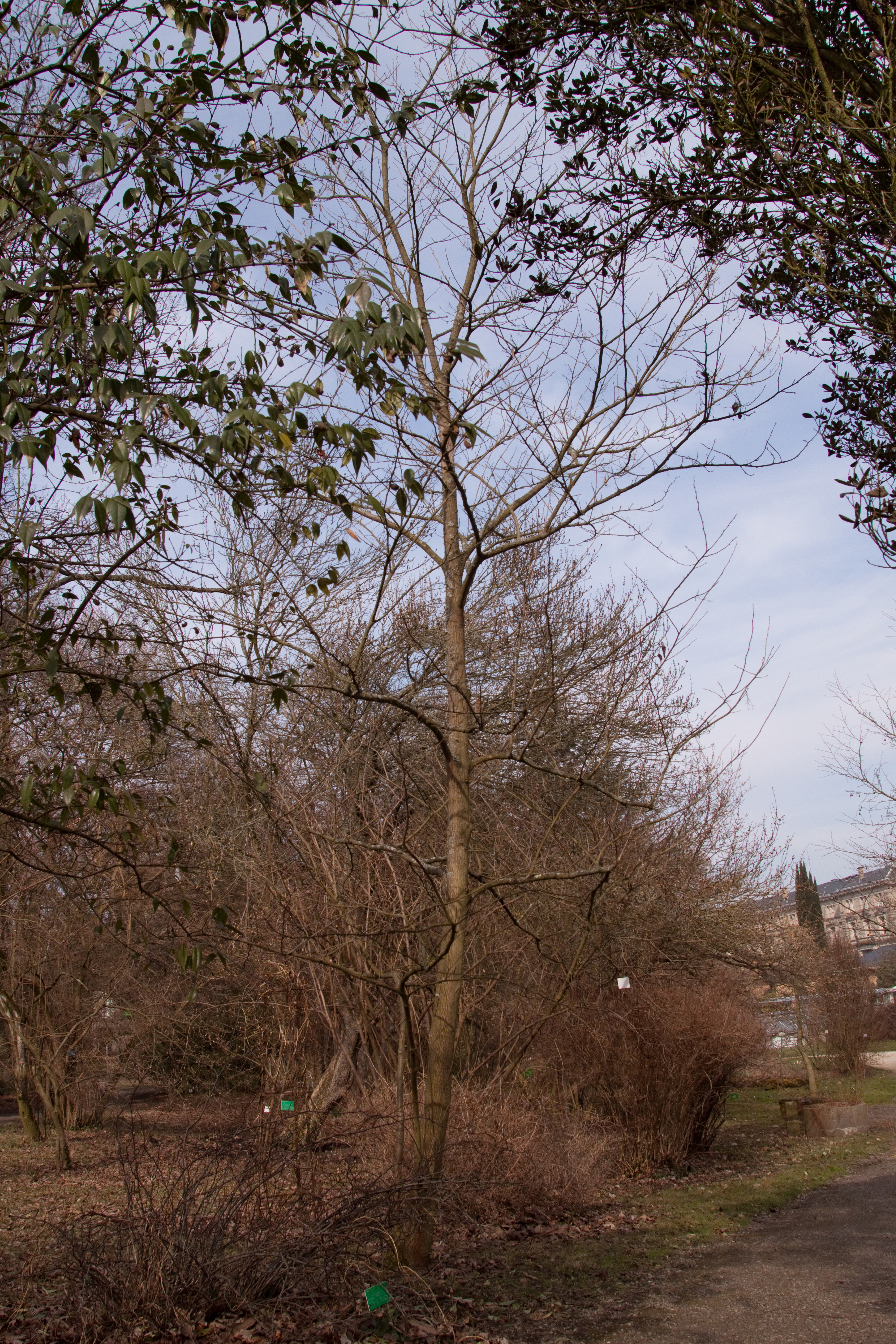
Aspect hivernal.

## Utilisation
D'abord espèce de collections botaniques, cet arbre commence à connaître une utilisation ornementale en France en raison de sa floraison et de son aspect automnal. 